# برتالان پاپ
برتالان پاپ (انگلیسی: Bertalan Papp; ۷ سپتامبر ۱۹۱۳ – ۸ اوت ۱۹۹۲) شمشیرباز اهل مجارستان بود.
وی در مسابقات کشوری و بین‌المللی در مجموع برندهٔ ۲ مدال طلا شده‌است.